# Samsung Galaxy S9

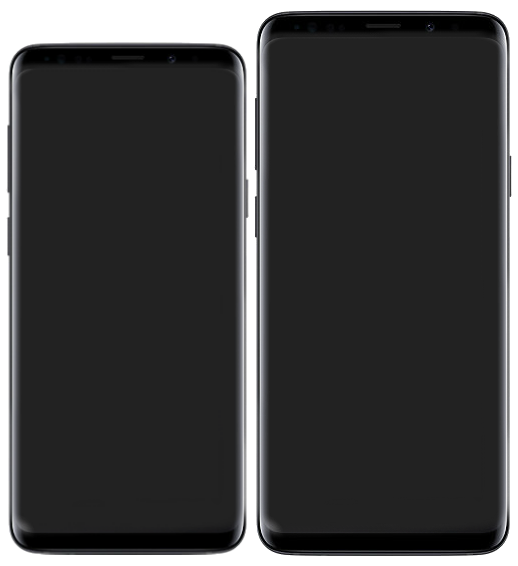

Samsung Galaxy S9 é um smartphone com sistema operacional Android e da família Galaxy, produzido pela Samsung, anunciado em fevereiro de 2018, no evento Mobile World Congress, na cidade de Barcelona (Catalunha).
A Samsung lançou o modelo em 16 de março de 2018, com pré-venda disponível desde o dia 1 deste mesmo mês.

## Especificações

### Processador[2]
O Galaxy S9 vem equipado com chipset do modelo Qualcomm Snapdragon 845 (disponível nos modelos vendidos nos EUA, Brasil e China), ou chipset Exynos 9810 (disponível nos mercados internacionais), com processador central de 2.8 GHz com octa-core (oito núcleos) de 64 Bit, combinado com GPU (processador gráfico) de modelo Adreno 630 e Memória Ram de 4 ou 6 GB.

### Tela
Possui um display infinito e curvo bem ergonômico, do tipo Super AMOLED, com touchscreen de 5.8 polegadas, com proporção de 18:9 e, resolução de 1440 x 2960 pixel.

### Conectividade
Possui compatibilidade com Wi-fi, Bluetooth e GPS. A transferência de dados e navegação web são fornecidas pela rede UMTS, com suporte as tecnologias de LTE 4G.

### Armazenamento
Possui um armazenamento interno com capacidade para 128 GB com a possibilidade de expansão, através do cartão de memória do tipo Micro SD com capacidade de até 512 GB.

### Multimídia
Na parte multimídia possui uma câmera traseira com 12 megapixels com abertura de f/1.5 e f/2.4, que permite fotos com resolução de 4128x3096 pixels e, gravar vídeos em alta definição (4K) com uma resolução de 4032 x 3024 pixels. Com função de Dual Aperture, AR Emoji e, o Super Slow Motion (Câmera lenta), que captura 960 quadros por segundo. Também possui uma câmera frontal de 8 megapixels com abertura de f/1.7 .

### Software[6]
O aparelho é oficialmente lançado com o Android 8.0 Samsung Experience Oreo. A atualização para o Android 9.0 One UI Pie foi liberada em Março de 2019. A atualização para o Android 10 One UI 2 foi disponibilizada no ínicio de 2020.

### Dimensões
O aparelho possui as dimensões de 147.7 x 68.7 x 8.5 mm.

### Bateria
O smartphone possui uma bateria não removível com capacidade de 3000mAh.

### Outras
Os modelos possuem entrada USB Tipo-C, certificação IP68, de resistência à água e poeira, carregamento rápido sem fio e, capacidade para dual-chip (dois chips simultâneos).